# Lepidiota delicatula
Lepidiota delicatula är en skalbaggsart som beskrevs av Blackburn 1888. Lepidiota delicatula ingår i släktet Lepidiota och familjen Melolonthidae. Inga underarter finns listade i Catalogue of Life.